# The End (Black Sabbath)
The End è un EP del gruppo musicale britannico Black Sabbath, pubblicato il 20 gennaio 2016 dalla BS Productions Limited.

## Il disco
Pubblicato in occasione del tour di addio del gruppo, The End contiene quattro brani inediti esclusi dalle sessioni di registrazione dell'album 13 più altri quattro brani dal vivo tratti dai concerti tenuti dal gruppo tra il 2013 e il 2014.

## Tracce
1. Season of the Dead – 7:22
2. Cry All Night – 6:58
3. Take Me Home – 4:57
4. Isolated Man – 5:31
5. God Is Dead? (Live Sydney, Australia 4/27/13) – 9:48
6. Under the Sun (Live Auckland, New Zealand 4/20/13) – 4:36
7. End of the Beginning (Live Hamilton, ON Canada 4/11/14) – 8:09
8. Age of Reason (Live Hamilton, ON Canada 4/11/14) – 7:46

## Formazione
Gruppo
- Ozzy Osbourne – voce
- Tony Iommi – chitarra
- Geezer Butler – basso

Altri musicisti
- Brad Wilk – batteria (tracce 1-4)
- Tommy Clufetos – batteria (tracce 5-8)
- Adam Wakeman – tastiera, chitarra (tracce 5-8)